# 影山剛士
影山 剛士（かげやま たけし、1974年〈昭和49年〉5月22日 - ）は、日本の政治家、財務官僚。元静岡県湖西市長（2期）。

## 来歴
静岡県湖西市出身。湖西市立鷲津小学校、湖西市立鷲津中学校卒業。1993年3月、静岡県立浜松北高等学校卒業。1998年3月、早稲田大学法学部卒業。同年4月、大蔵省に入省。
2000年、関東財務局証券取引検査官、2002年、金融庁監督局金融危機対応室預金保険係長、2007年5月、外務省在上海日本国総領事館領事に就任。2011年（平成23年）5月に内閣府行政刷新会議事務局参事官補佐に異動。2013年（平成25年）7月、財務省に戻り財務省理財局国有財産業務課課長補佐。
2015年、財務省主計局司計課予算執行企画室課長補佐に就任。理財局国有財産業務課課長補佐として、学校法人森友学園への豊中市の国有地の売却に携わる（後述）。
2016年4月6日、次期湖西市長選挙に出馬する意向を固めたことを公言。同月、財務省を退官。
同年11月20日に行われた湖西市長選に自由民主党の推薦を受けて出馬。連合静岡の推薦を受けた菅沼泰久を破り初当選を果たした。12月6日、市長就任。選挙の結果は以下のとおり。
※当日有権者数：48,133人 最終投票率：67.02%（前回比：+6.64pts）
| 候補者名 | 年齢 | 所属党派 | 新旧別 | 得票数   | 得票率 | 推薦・支持         |
| -------- | ---- | -------- | ------ | -------- | ------ | ------------------ |
| 影山剛士 | 42   | 無所属   | 新     | 19,663票 | 61.35% | （推薦）自由民主党 |
| 菅沼泰久 | 40   | 無所属   | 新     | 12,386票 | 38.65% | （推薦）連合静岡   |

2020年11月、無投票で再選。
2024年6月17日、市議会定例会で同年11月の市長選挙に立候補せず任期満了での退任を表明。

## 人物・政策

### 森友学園問題
2015年4月30日、学校法人森友学園への豊中市の国有地の売却をめぐる決算文書の一つ「普通財産の貸付に係る特例処理について」の決裁者に、影山は理財局国有財産業務課課長補佐として名を連ねる。2016年4月、財務省を退官。同年6月20日、財務省近畿財務局は、森友学園との間で国有地についての売買契約を締結した。売却金額は非公開とされた。2017年2月9日、朝日新聞は、豊中市議会議員の木村真が売却代金の開示を求める訴えを大阪地裁に起こしたことを報じるとともに、「本紙の調査により、売却額は同じ規模の近隣国有地の10分の1だったことが分かった」と書いた。森友学園問題は、この朝日の報道で火が付くことになる。
2018年5月31日、大阪地方検察庁特別捜査部は、影山ら財務省幹部38人全員を不起訴処分とした。同年6月13日、市民団体「健全な法治国家のために声をあげる市民の会」は不起訴処分を不服として、影山ら被疑者24人について大阪検察審査会に申立てをしたが、結局、全員不問とされた。
2020年3月18日発売の『週刊文春』3月26日号が、総計15ページにわたる森友学園問題の特集記事を組み、元近畿財務局職員の赤木俊夫が死の直前に書いた手記全文を掲載した。手記の中で赤木は「元は、すべて、佐川理財局長の指示です」と書き記した。翌3月19日、影山は定例記者会見で「公務員は国家、国民のために仕事をしている。誰を向いて仕事をしているのか」と同省を批判し、赤木と面識があると述べ、「自殺は非常に残念」と語った。
同年10月23日、行政運営の効率化を求める市民らの団体「一般社団法人えだまめ」は、市長選を前に、影山宛てに公開質問状を郵送した。質問項目は「新型コロナウイルス感染拡大下の湖西市の財政について」「市立湖西病院の経営や市内での分娩再開について」「森友学園問題への関与について」の3点。

### その他
- 2022年2月10日、LGBTなど性的少数者や事実婚のカップルやその子どもたちを独自に「家族」と認める「パートナーシップ・ファミリーシップ宣誓制度」を同年4月に導入すると発表した[21]。